# Serge Poignant
Pour les articles homonymes, voir Poignant.
Serge Poignant, né le 1er novembre 1947 à Segré (Maine-et-Loire), est un homme politique français. Il est chargé de recherche au CNRS.
Député, il a été du 24 novembre 2010 au 19 juin 2012, président de la commission des Affaires économiques de l'Assemblée nationale, succédant à Patrick Ollier nommé au Gouvernement.

## Maire et conseiller général
Président du club de tennis de Basse-Goulaine, commune de la banlieue sud-est de Nantes, en 1981 il se fait remarquer en réclamant auprès de la municipalité la construction d'une salle de tennis couverte. Le 11 mars 1983, il est élu sur la liste du maire de l'époque, Paul Bouin. Le 1er décembre de la même année, il succède à ce dernier à la tête de la mairie.
En 1985, il est élu au Conseil général de la Loire-Atlantique pour le Canton de Vertou-Vignoble, et occupe l'une des vice-présidences des cette assemblée dès 1994.

## Député
Il est élu député le 21 mars 1993, pour la Xe législature (1993-1997), dans la dixième circonscription de la Loire-Atlantique (Vertou-Clisson-Vallet). Il est réélu le 17 juin 2007 avec 56,85 % des voix, puis de nouveau en 2002. 
Il était inscrit au groupe RPR, puis UMP, et son suppléant était Paul Dalon, maire de Vallet.
Il annonce en 2012 son retrait de la vie politique à l'issue de son mandat de député.
- Membre élu du bureau du groupe
- Président de la Commission des affaires économiques[2]
- Vice-président de la Délégation à l’Aménagement et au développement durable du territoire
- Membre de la commission spéciale chargée d’examiner le projet de loi organique (n°1833) modifiant la loi organique n° 2001-692 du 1er août 2001 relative aux lois de finances
- Vice-président de la mission d'information sur l'effet de serre
- Vice-président du groupe d'amitié France-Québec

## Mandats
- 1er décembre 1983 - 12 mars 1989 : maire de Basse-Goulaine (Loire-Atlantique)
- 25 septembre 1985 - 2 octobre 1988 : membre du Conseil général de la Loire-Atlantique
- 3 octobre 1988 - 27 mars 1994 : membre du Conseil général de la Loire-Atlantique
- 24 mars 1989 - 18 juin 1995 : maire de Basse-Goulaine (Loire-Atlantique)
- 2 avril 1993 - 21 avril 1997 : député
- 28 mars 1994 - 18 mars 2001 : membre du Conseil général de la Loire-Atlantique
- 25 juin 1995 - 18 mars 2001 : maire de Basse-Goulaine (Loire-Atlantique)
- 1er juin 1997 - 18 juin 2002 : député
- 25 juin 2001 - 18 mars 2007 : maire de Basse-Goulaine (Loire-Atlantique)
- 19 juin 2002 - 19 juin 2007 : député
- 20 juin 2007 - 19 juin 2012 : député de la 10e circonscription de la Loire-Atlantique